# 有償ストックオプション
有償ストックオプション（ゆうしょうストックオプション）は、業績連動型のインセンティブ制度の一種で、企業が発行するストックオプション（新株予約権）を役員や従業員等が金銭を対価に取得する制度である。企業は、発行する新株予約権の理論価値をオプション評価モデルにより算出し、これを新株予約権の時価として払込金額（発行価格）を設定し有償で発行する。新株予約権の割当てを受ける役員・従業員等が金銭を負担する点において、職務執行の対価として無償発行される一般的なストックオプションとは異なる。近年では信託型ストックオプションとしても活用されている。
2006年から導入事例が登場しはじめ、2010年にソフトバンクグループ株式会社が導入して以降、 導入件数が加速度的に増加したといわれ、2017年までには上場会社の400社超の導入事例が存在した。2021年においては72社が発行している。

## 特徴
通常のストックオプションとの相違は、制度の対象となる役員や従業員が、新株予約権に設定された業績条件等の権利確定条件を考慮してオプション価格算定モデルによって算出された金額を払い込む点にある。また、公正価値による発行であるので、会社法上の有利発行決議や報酬決議等の対象とはならないものとされている。ただし、下記の企業会計上の取り扱いの変化に伴い、会社法の報酬規制に服させるべきではないかとの見解や会計上の取り扱いの公表が会社法上の解釈に影響を与えるものではないという見解が生じている。
有償ストックオプションには業績目標や株価目標等の経営目標が設定されている場合が多い。行使条件を満たせない場合には新株予約権の権利行使ができなくなり、付与対象者はストックオプションによる利益を得られないのみならず、払込金額相当額の損失を被ることとなる。このため職務執行や労働の対価として付与される一般的なストックオプションと比べて業績や株価の向上へのインセンティブ効果が高いと考えられている。また、多くの場合に勤務条件が付されているが、付されていないケースも全体の発行数のうち２割程度存在するようである。

## 企業会計上の取り扱いの変遷
有償ストックオプションは、発行会社にとっては現金を対価として有価証券を発行する取引であるから、企業会計基準8号「ストック・オプション等に関する会計基準」の適用は受けず、企業会計基準適用指針17号「払込資本を増加させる可能性のある部分を含む複合金融商品に関する会計処理」の適用を受けるものとして、会計上の費用計上を行う必要がないものと整理されていた。
2018年1月12日、企業会計基準委員会（ASBJ）が、実務対応報告第36号「従業員等に対して権利確定条件付き有償新株予約権を付与する取引に関する取扱い」等を公表し、2018年4月1日以降に発行される有償ストックオプションについては、ストックオプション等に関する会計基準に準じた取り扱いが適用されることとされた。